# Marson
Marson ist eine französische Gemeinde mit 278 Einwohnern (Stand 1. Januar 2022) im Département Marne in der Region Grand Est (vor 2016 Champagne-Ardenne). Sie gehört zum Arrondissement Châlons-en-Champagne und zum Kanton Châlons-en-Champagne-3.

## Geographie
Marson liegt etwa elf Kilometer ostsüdöstlich von Châlons-en-Champagne. Nachbargemeinden sind Courtisols im Norden, Poix im Nordosten, Coupéville und Saint-Jean-sur-Moivre im Osten und Südosten, Dampierre-sur-Moivre im Süden und Südosten, Francheville im Süden, Vésigneul-sur-Marne im Südwesten, Saint-Germain-la-Ville im Westen und Südwesten sowie Chepy im Westen.

## Bevölkerungsentwicklung
| Jahr                       | 1962 | 1968 | 1975 | 1982 | 1990 | 1999 | 2006 | 2018 |
| -------------------------- | ---- | ---- | ---- | ---- | ---- | ---- | ---- | ---- |
| Einwohner                  | 263  | 259  | 276  | 269  | 275  | 293  | 279  | 286  |
| Quellen: Cassini und INSEE |      |      |      |      |      |      |      |      |

## Sehenswürdigkeiten
- Kirche Saint-Nicolas, seit 1915 Monument historique

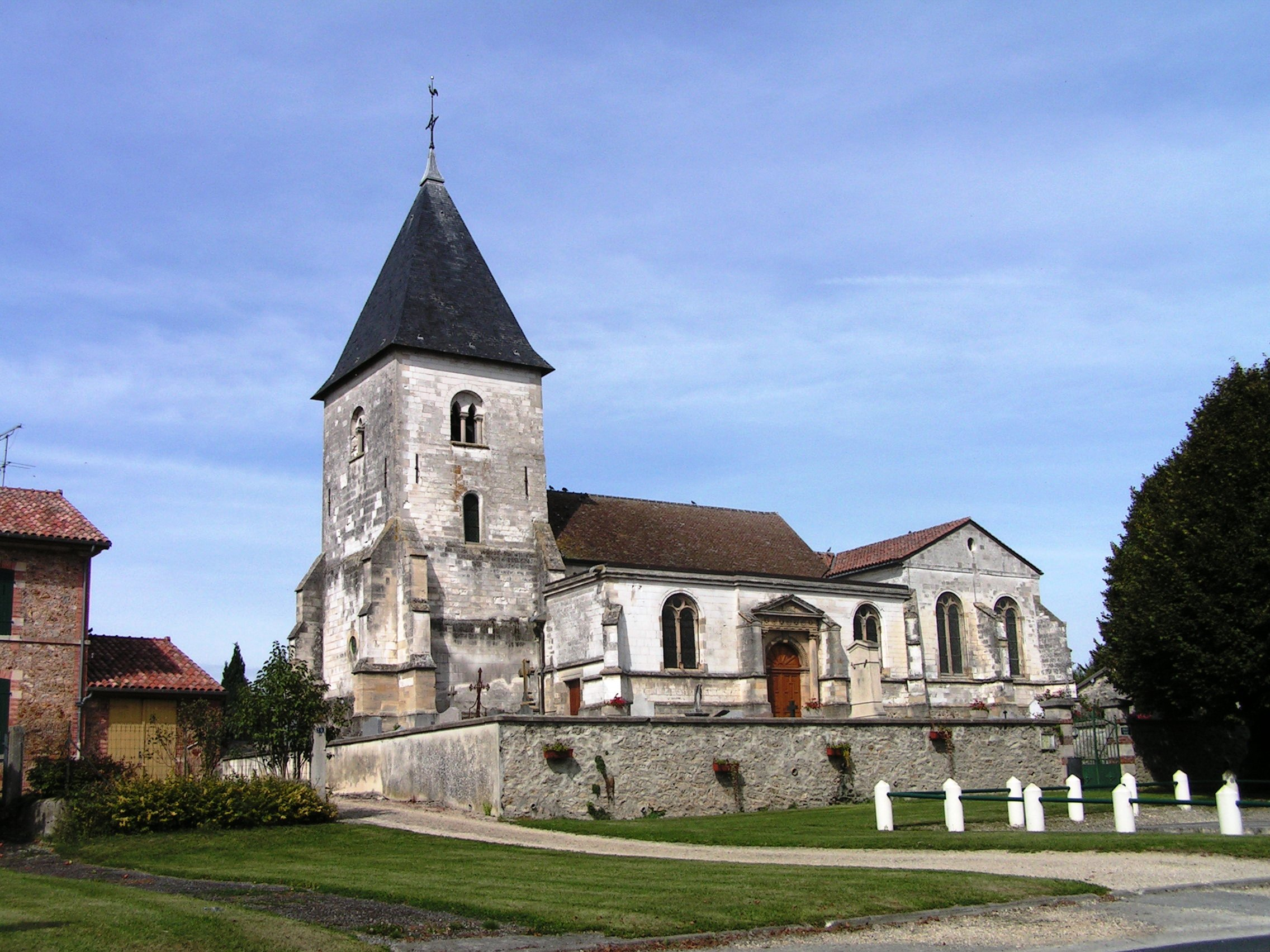
Kirche Saint-Nicolas